# Doride (Grecia)

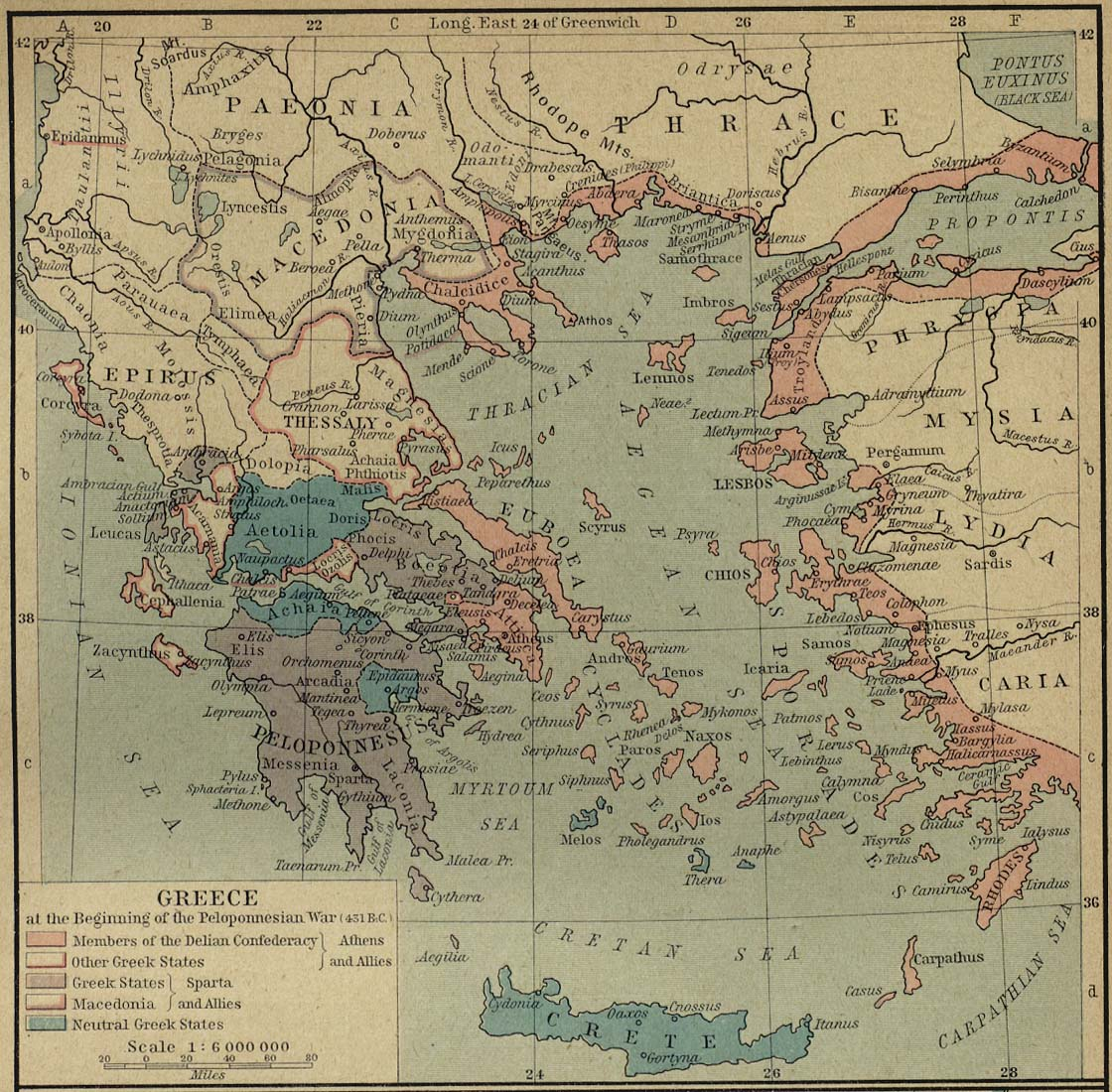
Nella cartina, la Doride si situa tra l'Etolia e la Locride.

La Doride (greco: ἡ Δωρίς: etn. Δωριεύς, pl. Δωριεῖς, Δωριῆς; in latino Dores, Dorienses) è un piccolo distretto montano situato nell'antica Grecia, delimitata dall'Etolia, Tessaglia meridionale, Locride Ozolia, e Focide; la patria originaria dei greci dorici. Giacente tra i monti Oeta e il Parnaso, è costituita dalla valle del fiume Pindo (Πίνδος), un affluente del Cefisso, dove scorre non distante dalle fonti di quest'ultimo. Il Pindo viene adesso chiamato Apostoliá. Questa valle è aperta verso la Focide, ma giace più in alto della valle del Cefisso, innalzandosi sopra le città di Drimea, Titronio, e Anficea, le ultime città nella Focide.

## Geografia
La Doride viene descritta da Erodoto come situata tra Malide e Focide, ed essendo soltanto 30 stadi in larghezza, che collima quasi con l'estensione della valle dell'Apostoliá nella sua parte più ampia. In questa valle c'erano quattro città che formavano la tetrapoli dorica, vale a dire, Erineo, Boion, Citinio e Pindo. Erineo, come la più importante, sembra essere stata chiamata anche Dorio. I dori, tuttavia, non venivano confinati dentro questi stretti limiti, ma occupavano altri luoghi lungo il Monte Oeta. Perciò Strabone descrive i dori della tetrapoli come la parte più grande della nazione (ix. p. 417); e lo scoliasta su Pindaro parla di sei città doriche, Erineo, Citinio, Boion, Lileo, Carfea e Driope. Lileo (Lilea) sembra fosse stata una città dorica al tempo dell'invasione persiana, poiché essa non viene menzionata tra le città focesi distrutte da Serse; Carfea è probabilmente Scarfea vicino Termopili; e Driope viene probabilmente a significare la regione una volta abitata dai driopi. I dori sembrerebbero a un tempo essersi estesi attraverso il monte Oeta fino alle coste marine, secondo il precedente resoconto e l'affermazione di Scilace, che parla (p. 24) di Λιμοδωριεῖς. Tra le città doriche Ecateo menziona Anfane, chiamata Anfanea da Teopompo. Livio (Livio, Storia di Roma, Libro 28, 7) colloca nella Doride Tritonone e Drimie, che sono evidentemente città focesi altrove chiamate Titronio e Drimea. Ci fu un importante passo montano che conduceva attraverso il Parnaso dalla Doride ad Anfissa nella regione dei locresi ozolesi: alla testa di questo passo stava la città dorica di Citinio.
La Doride si diceva fosse stata originariamente chiamata Driopide dal suoi più antichi abitanti, i driopi, espulsi dalla regione da Eracle e dagli abitanti della Malide. Il suo nome venne derivato dai dori, i quali migrarono da questo distretto alla conquista del Peloponneso. Perciò la regione viene chiamata la metropoli dei dori peloponnesiaci; e i lacedemoni, costituenti lo stato principale di origine dorica, in più di un'occasione diedero aiuto alla metropoli quando furono attaccati dai Focesi e altri loro vicini.

## Origini del nome
Si è supposto che i dori avessero derivato il loro nome da Doro, figlio di Elleno. Seconda una tradizione, Doro si stabilì ad un tempo nella regione successivamente nota come Doride; ma altre tradizioni li rappresentano come più largamente estesi in tempi più arcaici. Erodoto riferisce che al tempo del re Deucalione essi abitavano il distretto della Ftiotide; mentre al tempo di Doro, figlio di Elleno, erano stanziati nella regione chiamata Istiotide ai piedi dei monti Ossa ed Olimpo; inoltre, scacciati dall'Istiotide dai cadmei, essi dimorarono sul monte Pindo, e furono chiamati macedoni; da quel luogo migrarono verso la Driopide; ed essendo passati dalla Driopide nel Peloponneso, furono chiamati razza dorica. Per questa asserzione Erodoto potrebbe non avere avuto altra autorità che la tradizione, e non c'è dunque nessuna ragione di accettarla come una relazione storica di fatti, come molti studiosi attuali hanno fatto. In Apollodoro Doro viene presentato come occupante la regione dirimpetto al Peloponneso sul lato opposto al Golfo di Corinto, e chiamando gli abitanti con il suo stesso nome: dori. Da questa descrizione si viene a significare evidentemente l'intera regione lungo la riva settentrionale del golfo di Corinto, compresa l'Etolia, Focide, e la terra dei locresi ozolesi. Questa affermazione, secondo Smith, è almeno più adatta ai fatti attestati dall'evidenza storica che alle leggende fornite da Erodoto. È impossibile credere che gli abitanti di un tale distretto insignificante come la Doride potessero conquistare la maggior parte del Peloponneso; e il comune racconto che i dori attraversassero Naupatto per la conquista, è conforme alla leggenda, essendo loro gli abitanti della riva settentrionale del golfo.

## Storia
Nel periodo storico tutto il Peloponneso orientale e meridionale era dominato dai dori. Incominciando dall'istmo di Corinto, c'era per prima Megara, il cui territorio si estendeva a nord dell'istmo da mare a mare; di seguito Corinto, e la sua Sicione occidentale; a sud di queste due città si trovavano Flio e Cleone: la penisola argolica era divisa tra Argo, Epidauro, Trezene ed Ermione, l'ultima delle quali, tuttavia, era abitata da driopi, e non da dori. Nel Golfo di Saronico, Egina venne popolata dai dori. A sud del territorio argivo si trovava la Laconia, e ad ovest la Messenia, entrambe governate dai dori: il fiume Neda, che separava la Messenia dalla Trifilia, compreso nell'Elis, grossomodo, era il confine degli stati dorici a ovest della penisola. I distretti appena menzionati sono rappresentati nei poemi omerici come le sedi delle grandi monarchie achee, e non vi è allusione in questi poemi a nessuna popolazione dorica nel Peloponneso. Infatti il nome di dori si verifica soltanto una volta in Omero, a significare una delle tante tribù di Creta. Il silenzio di Omero indica che la conquista dorica del Peloponneso debba avere avuto luogo successivamente al tempo in cui egli visse, e di conseguenza all'invasione si deve assegnare una data posteriore rispetto a quella che di solito le viene attribuita.
Dal Peloponneso i dori si diffusero in varie parti dell'Egeo e nei suoi mari interconnessi. Le colonie doriche vennero fondate in tempi mitici nelle isole di Creta, Melo, Thera, Rodi, Cos, e l'antica Doride (localizzata sulla costa sud-occidentale dell'attuale Turchia). Quasi allo stesso tempo essi fondarono lungo le coste della Caria le città di Cnido e Alicarnasso: queste due città, insieme a Cos e alle tre città rodiesi di Lindo, Ialiso, e Camiro, formarono una confederazione di solito chiamata esapoli dorica, i cui membri usavano celebrare una festività, con giochi, sul promontorio triopico vicino Cnido, in onore di Apollo Triopico; come premi in questi giochi venivano consegnati dei tripodi in bronzo, che i vincitori dedicavano poi al tempio di Apollo. Alicarnasso venne esclusa dalla lega, poiché uno dei suoi cittadini portò il tripode nella sua propria casa invece di lasciarlo nel tempio. La esapoli divenne così una pentapoli.
Le colonie doriche fondarono numerose altre colonie in tempi storici. Corinto, la città commerciale dorica per eccellenza, colonizzò Corcyra, situando diverse colonie sulla costa occidentale della Grecia, tra le quali Ambracia, Anattorio, Leuca ed Apollonia erano le più importanti. Epidamno, più a nord, era anche una colonia dorica, essendo fondata dai corciresi. In Sicilia troviamo molte potenti città doriche: Siracusa, fondata da Corinto; Megara Iblea, da Megara; Gela, da rodiesi e cretesi; Zancle, successivamente popolata da messenici, e perciò chiamata Messene; Agrigento, fondata da Gela; e Selino, da Megara Iblea. Nell'Italia meridionale c'era la grande città dorica di Taras (Taranto), fondata dai lacedemoni. Nei mari orientali c'erano anche molte città doriche: Potidea, nella penisola Calcidica, fondata da Corinto; e Selimbria, Calcedonia e Bisanzio, tutte e tre fondate da Megara.
Durante l'invasione di Serse, la Doride si sottomise ai persiani, e di conseguenza le sue città vennero risparmiate. Successivamente, come abbiamo già visto, esse furono aiutate dai lacedemoni, quando furono attaccate dai più potenti focesi e tribù circostanti. Le città della Doride soffrirono molto le guerre focesi, etoliche e macedoni, cosicché per Strabone fu meraviglia che nessuna di loro lasciasse traccia durante il periodo romano, sebbene continuassero ad essere menzionate da Plinio